# Purkratice
Purkratice jsou malá vesnice, část města Písek ve stejnojmenném okrese v Jihočeském kraji. Je od něj vzdálena asi dva kilometry severozápadním směrem. Purkratice leží v katastrálním území Písek o výměře 38,04 km².

## Historie
První písemná zmínka o vesnici pochází z roku 1394.

## Obyvatelstvo
| Rok            | 1869 | 1880 | 1890 | 1900 | 1910 | 1921 | 1930 | 1950 | 1961 | 1970 | 1980 | 1991 | 2001 | 2011 | 2021 |
| -------------- | ---- | ---- | ---- | ---- | ---- | ---- | ---- | ---- | ---- | ---- | ---- | ---- | ---- | ---- | ---- |
| Počet obyvatel | 58   | 0    | 40   | 56   | 51   | 164  | 196  | 155  | 98   | 96   | 64   | 13   | 15   | 58   | 47   |
| Počet domů     | 7    | 0    | 8    | 8    | 9    | 11   | 12   | 21   | 21   | 19   | 15   | 7    | 8    | 10   | 9    |

## Obecní správa
Při sčítání lidu v letech 1850–1879 Purkratice byly osadou města Písek ve stejnojmenném okrese. V následujícím období byla osada úředně zrušena a jako část města Písek byla obnovena roku 1890.

## Galerie

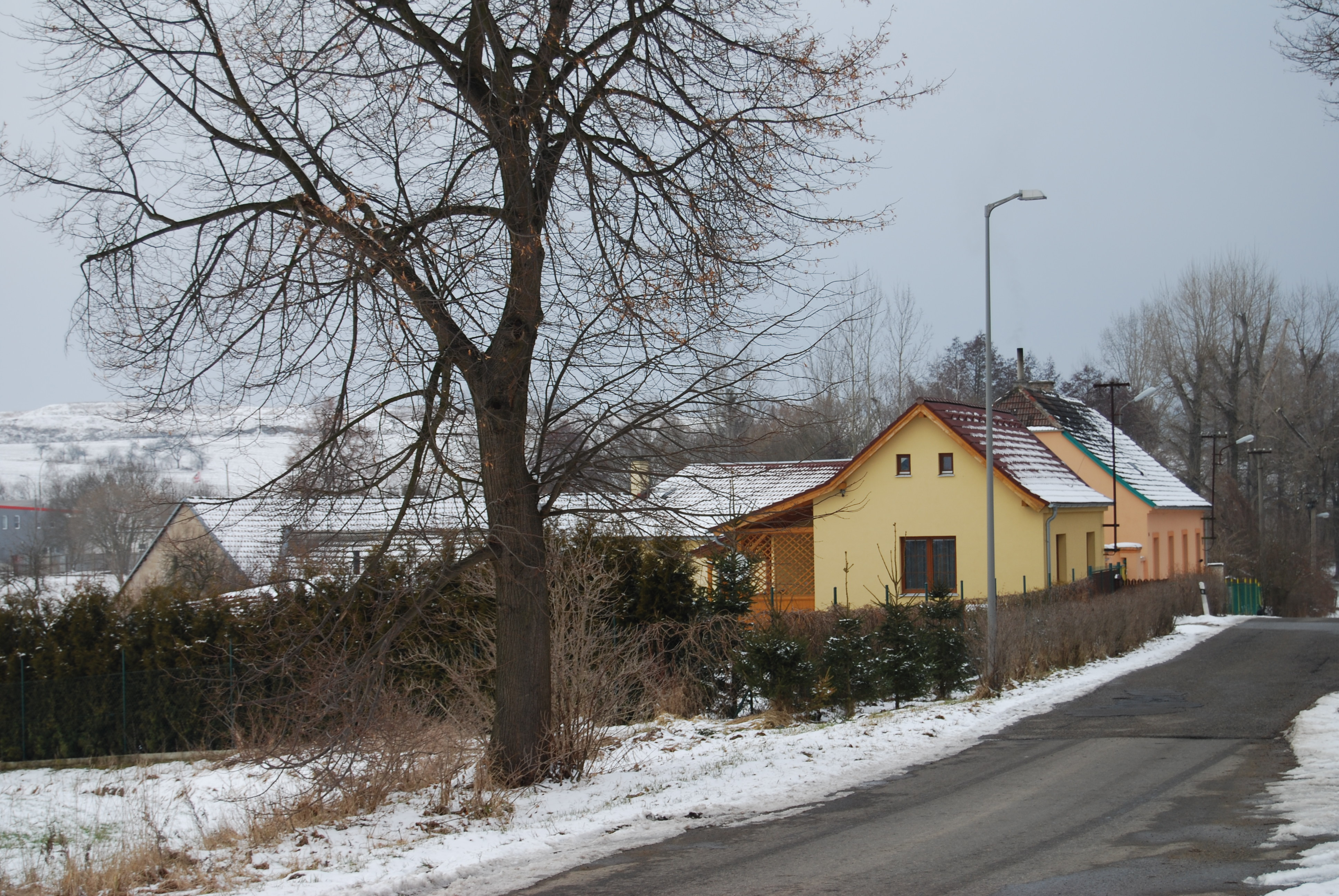
Dům ve vsi
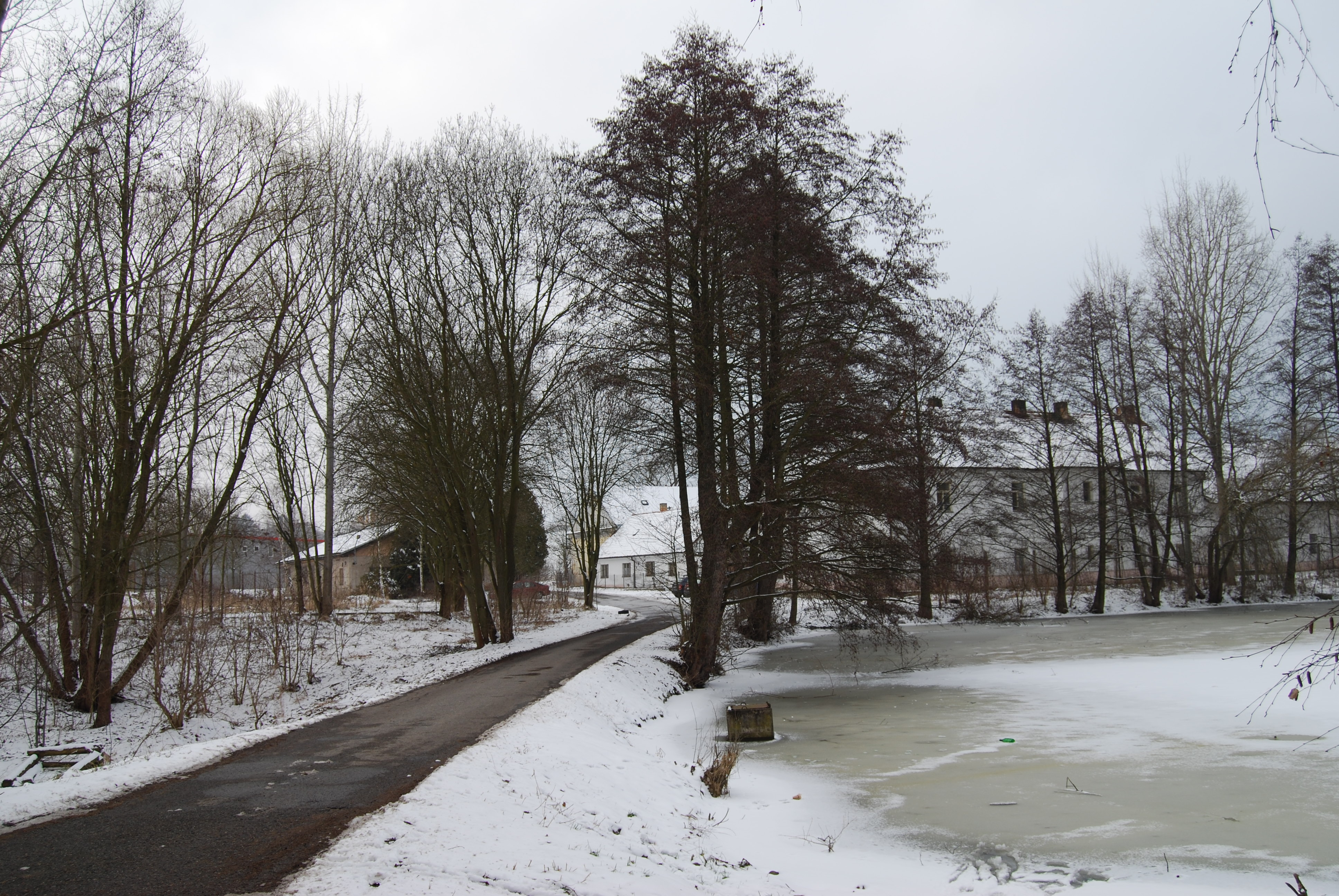
Část vesnice
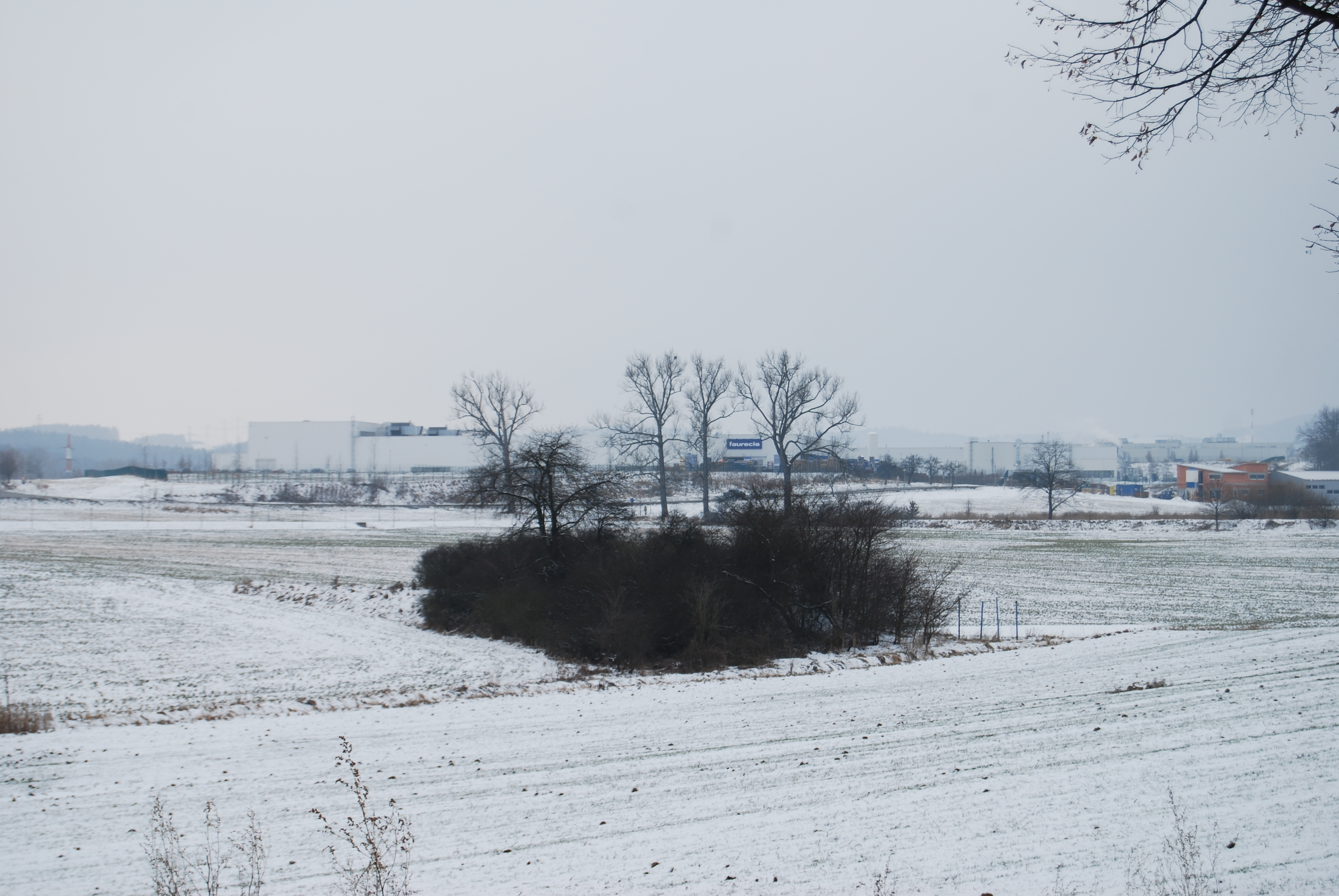
Rybník Bažný